# Валери Найденов
Валери Георгиев Найденов е български журналист, основател на вестник „24 часа“. Главен редактор на вестник „Поглед“. Бил е главен редактор на вестниците „24 часа“, „Континент“, „Дума“, „168 часа“, „Отечествен фронт“, „Антени“, „Класа“, както и на списанията „БТА“ и „Бизнес Уийк“, водещ в Нова телевизия.

## Биография
Роден е на 27 юни 1947 г. в град София, България. Баща му, Георги Найденов е главен редактор на вестник „Народна култура“ (1976 - 1984) и кореспондент на БТА в Ню Йорк през 1963 г. Валери Найденов завършва „Английска филология“ в Софийския държавен университет. През 1973 г. става репортер на БНТ. През 1974-1980 г. е репортер за вестник „Антени“. През 1980-1983 г. е завеждащ-отдел във вестник „Отечествен фронт“. През 1983-1989 г. е кореспондент на БТА в Москва. През 1990 г. е заместник-главен редактор на вестниците „Дума“ и „168 часа“. През 1990-1996, както и за известно време след 1997 г., е главен редактор на вестник „24 часа“. През 1990-1997 г. е главен редактор на вестник „Континент“. През 2004 г. е водещ на сутрешно предаване по Нова телевизия.

### Отношения с Държавна сигурност
От 1983 г. е сътрудник на Държавна сигурност, към II главно управление, 4 отдел, 1 отделение. Псевдоним Сашо.